# Rubystar Airways
Rubystar Airways (РубиСтар) — белорусская грузовая авиакомпания со штаб-квартирой в Минске и базирующаяся в Национальном аэропорту Минска.

## История

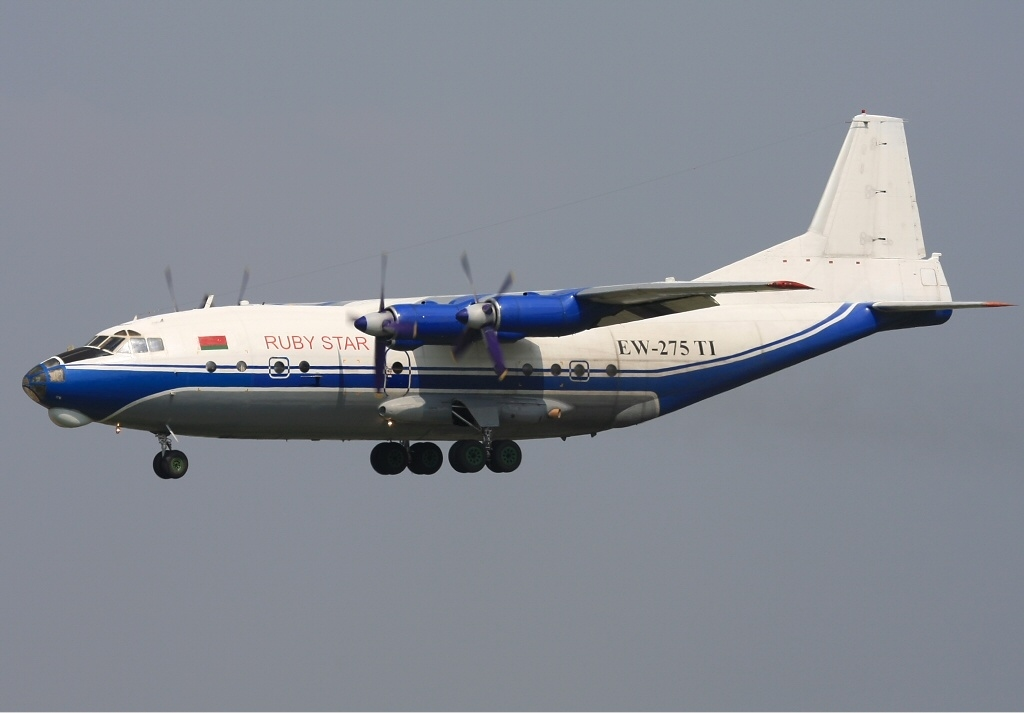
Ан-12 компании Rubystar

Авиакомпания имеет полную лицензию в качестве авиаперевозчика с 2002 года, выданной Департаментом по авиации министерства транспорта и коммуникаций Республики Беларусь.
9 августа 2024 года компания и её директор были внесены в санкционный Список специально обозначенных граждан и заблокированных лиц США.

## Воздушный флот

### Текущий состав
РубиСтар эксплуатирует следующие грузовые самолёты:
- 5 Ан-12
- 1 Boeing 747-400 BCF
- 2 Ил-76 (по состоянию на декабрь 2020 года)[4]

### Ранее в эксплуатации
- 1 Ил-76
- 1 Boeing 747-412BCF